# 이태원 밤하늘엔 미국 달이 뜨는가
"이태원 밤하늘엔 미국 달이 뜨는가"는 1991년에 개봉한 대한민국의 영화이다.

## 캐스팅
- 최진영
- 전세영
- 이대근
- 임주연
- 오윤희
- 정혜선
- 조상구
- 김부선
- 박은영
- 엄도일
- 주희아
- 김의상
- 허진
- 신성하
- 이숙
- 길달호
- 곽정희
- 남포동
- 최재호
- 장선
- 김인수
- 권철호
- 채근제
- 홍성웅
- 박용팔
- 최영래
- 최강호
- 송복철
- 박명산
- 담비
- 장서희
- 해림
- 김태황
- 송복철
- 주익수
- 최복만
- 조영철
- 고재성
- 석금명
- 조한태
- 짐보
- 김정경
- 김문희